# Awaking the muse
Awaking the muse is het debuutalbum van de Nederlandse muziekgroep Leap Day. Leap Day is voortgekomen uit Flamborough Head en King Eider en maakt progressieve rock in de stijl van neoprog. Het album werd uitgegeven door het Poolse platenlabel Oskar Records. Binnen het segment van de progressieve rock werd het album goed ontvangen, de Dutch Progressive Rock Pages, IO Pages en Progwereld gaven positieve recensies. Het album is opgenomen gedurende de herfst en winter 2008 en lente 2009 in Assen.

## Musici
- Jos Hartevelt – zang
- Eddie Mulder – gitaar
- Peter Stelt – basgitaar
- Gert van Engelenburg, Derk Evert Waalkens – toetsinstrumenten
- Koen van Roozen – slagwerk

## Muziek
| Nr. | Titel                                                             | Duur |
| --- | ----------------------------------------------------------------- | ---- |
| 1.  | When leaves fall (muziek: Waalkens; tekst: Waalkens, N. Willemse) | 8:42 |
| 2.  | What would you do (m; Engelenburg; t: Mulder,Engelenburg)         | 7:09 |
| 3.  | Secret gardener (m: Engelenburg; t : Hartevelt)                   | 7:01 |
| 4.  | Shop window dummies (m: Engelenburg; t: Mulder)                   | 8:02 |
| 5.  | Eyes wide open (m: Engelenburg; t: Engelenburg, N. Gordon)        | 8:38 |
| 6.  | Sandgrains (m: Engelenburg; t: Mulder)                            | 6:35 |
| 7.  | Little green men (m: Waalkens, Engelenburg; t: Hartevelt)         | 9:31 |